# Susana Medina (jueza)
Susana Medina (4 de julio de 1955 -La Paz (Entre Ríos), Argentina) es Presidenta del Tribunal Superior de Justicia de Entre Ríos y activista por los derechos de las mujeres en el ámbito jurídico. 
Su labor se destaca por ser miembro fundadora de la Asociación de Mujeres Juezas de la Argentina y haber presidido Asociación Internacional de Mujeres Juezas , (período 2016-2018), donde se  promueve la llegada de mujeres a altos rangos de decisión judicial y la incorporación de la perspectiva de género tanto en los ámbitos internos de la Justicia como en los procesos judiciales.

## Carrera Judicial
Medina se recibió de abogada en la Universidad Nacional del Litoral en 1978, e inspirada por el libro Las penas de un penalista, de Elías Neumann, viajó a Buenos Aires para conocerlo. Luego de un primer encuentro comenzó a trabajar en su estudio jurídico, donde conoció el Derecho Penitenciario y la Victimología, áreas en las que luego desarrollaría gran parte de su carrera. 
En 1983, año de retorno de la democracia en Argentina, comienza su carrera judicial, como Defensora de Pobres y Menores en Primera Instancia, para el Departamento Paraná. Se involucra en tareas del Estado deliberadamente durante el período democrático. 
En 1989 toma el cargo de Agente Fiscal de Primera Instancia, en el que se desempeña durante dos años. 
En 1991 asume como jueza de Instrucción Nº 5, también en Entre Ríos. Durante ese período inicia la campaña “La justicia va a los barrios”. 
Es en 2004 que asume como vocal de la Sala Nº3 del Tribunal Superior de Justicia de Entre Ríos. En los bienios 2008-2009, 2014-2015, 2018-2019, ejerció como Presidenta de la Sala. 
Actualmente también se desempeña como Presidenta del Tribunal Electoral de la Provincia de Entre Ríos (período 2022-2023), y es integrante de la Comisión de Acceso a la Justicia de la Corte Suprema de Justicia de la Nación Argentina desde 2008. 

## Asociaciones de Mujeres Juezas
Durante sus primeros años como abogada, Susana Medina conoció a Carmen Argibay, abogada feminista con la que, entre otras mujeres, fundó en 1993 la Asociación de Mujeres Jueces de Argentina. Medina presidió dicha asociación durante cuatro períodos: de 2009 a 2011, de 2011 a 2013, de 2015 a 2017 y de 2017 a 2018. Durante esos años fue responsable de organizar actividades que difundían la importancia de las mujeres en la Justicia, generar espacios de organización y vínculo entre las mujeres juezas del país, firmar convenios con instituciones que se comprometan a apoyar el desarrollo de la perspectiva de género en la justicia, entre otras. Actualmente, se desempeña como Directora Ejecutiva de la Asociación.
A su vez, de 2016 a 2018 asumió el cargo de presidenta de la Asociación Internacional de Mujeres Juezas. Durante su mandato, tuvo como eje de trabajo el acceso a la justicia para víctimas de violencia de género, notando en todos los países las dificultades de las mujeres -sobre todo en situación de vulnerabilidad económica- en denunciar y poder llevar adelante un proceso judicial que recomponga el maltrato sufrido. Anteriormente había ocupado los cargos de Representante para América Latina y el Caribe; secretaria; tesorera y vicepresidenta. 
A su vez, organizó en Buenos Aires la reunión internacional de mujeres juezas con más convocatoria hasta al momento, con una concurrencia de 946 juezas de 78 países. En dicho evento se oficializaron el francés y el español como lenguas oficiales de la Asociación, abriendo la posibilidad a que mujeres no angloparlantes de la Justicia puedan participar de la Asociación con sus idiomas nativos. 

## Acceso a la Justicia
Especializada en esta temática, Medina creó y dirigió tres programas de acceso a la Justicia en la provincia de Entre Ríos llamados “La Justicia va a los barrios”, “Oficina Rural Móvil” y “Oficina flotante e itinerante”. Allí, representantes de diversos órganos del Poder Judicial se trasladan a lugares de difícil acceso en la provincia para ejercer su trabajo y ofrecer atención a las comunidades locales. Participan agentes de fiscalías, juzgados de paz, registros civiles y defensores públicos.
```
El objetivo de los programas, en palabras de Medina, es promover el acceso a la justicia a personas en situaciones de vulnerabilidad o con dificultades en transporte para fomentar la credibilidad en la institución estatal. 
```

## Carrera docente
En paralelo, Susana Medina ha desarrollado una carrera docente.
Es Académica Titular de la Academia de Ciencias Forenses de la República Argentina, Directora Ejecutiva de la Primera Diplomatura Judicial en Género (por la Oficina de la Mujer de la Corte Suprema de Justicia de la Nación y AMJA), directora del Instituto de Capacitación y Perfeccionamiento Judicial “Dr. Juan Bautista Alberdi”, y Subdirectora y docente en el Programa Interdisciplinario “Inteligencia Artificial y Género” (dictado por IALAB y la Universidad de Buenos Aires),. 
También fue docente en la Universidad Nacional del Litoral, y de la Universidad Autónoma de Entre Ríos; en la Dirección de Institutos Policiales y de Escuela de Oficiales de Policía “Salvador E. Maciá” de la Provincia de Entre Ríos en las cátedras de Derecho penal, Derecho constitucional y Derecho procesal penal.